# Hebichneutes bicolor
Hebichneutes bicolor är en stekelart som beskrevs av Michael J. Sharkey och Robert A.Wharton 1994. Hebichneutes bicolor ingår i släktet Hebichneutes och familjen bracksteklar. Inga underarter finns listade i Catalogue of Life.